# Wang Zhidan
Wang Zhidan (王治單S, Wáng ZhìdānP; Dalian, 19 dicembre 1970) è un ex cestista cinese.

## Carriera
Con la Cina ha preso parte ai Giochi di Barcellona 1992 e ai Mondiali 1990. In carriera ha militato nei Liaoning Hunters e nei Guangdong Tigers.